# Celestial Love
Celestial Love ist ein Jazzalbum von Sun Ra and His Outer Space Arkestra. Die im September 1982 in den Variety Studios in New York City entstandenen Aufnahmen erschienen 1984 auf El Saturn Records. 2015 wurde das Album auf dem Label Enterplanetary Koncepts als Download wiederveröffentlicht.

## Hintergrund
Celestial Love war Sun Ras letztes Studioalbum, das von dessen Label El Saturn Records veröffentlicht wurde, und dies war gleichzeitig auch eine der letzten ausgedehnten Sessions in den Variety Studios. Ein Großteil des Inhalts des Albums erschien auch auf den Alben A Fireside Chat with Lucifer und Nuclear War, bzw. der gleichnamigen Maxi-Single, das 1984 in Europa vom Post-Punk-Label Y Records herausgebracht wurde. Das Album enthält neben dem Standard „Sometimes I’m Happy“ und Charlie Chaplins „Smile“ zwei Titel von Duke Ellington, „Sophisticated Lady“ und „Drop Me Off in Harlem“. Der Rest des Materials sind Ra-Eigenkompositionen, darunter „Interstellarism“, ein Remake seines Stücks „Interstellar Low Ways“ von der LP Rocket Number Nine Take Off for the Planet Venus von 1959, und zwei Versionen von „Nameless One“, mit einigen Synthesizer-Arbeiten auf „Nameless One No. 3“.
Das Album enthält die einzigen bekannten Aufnahmen von „Celestial Love“ und „Blue Intensity“. „Interstellarism“ ist eine Neuerfindung von „Interstellar Low Ways“, einer Komposition, die Ra erstmals 1959 aufgenommen hat (mit den Saxophonisten John Gilmore und Marshall Allen, die 23 Jahre später bei dieser Version mitwirken). „Nameless One #2“, ein Blues-Workout, wird auf „Nameless One #3“ wiederholt.

## Titelliste
- Sun Ra: Celestial Love (El Saturn Records 19842)[2]

1. Celestial Love 5:31
2. Sometimes I’m Happy (Irving Caesar, Clifford Grey, Vincent Youmans) 4:27
3. Interstellarism 6:14
4. Blue Intensity 5:16
5. Sophisticated Lady (Duke Ellington) 7:30
6. Nameless One No. 2 4:00
7. Nameless One No. 3 5:42
8. Smile (Charlie Chaplin) 4:23
9. Drop Me Off in Harlem (Duke Ellington, Nick Kenny) 5:05

Wenn nicht anders vermerkt, stammen die Kompositionen von Sun Ra.

## Rezeption
Nach Ansicht von Paul Simpson, der dem Album in Allmusic vier Sterne verlieh, sei dieses Album weit entfernt von dem dreisten, apokalyptischen Radikalismus der Single „Nuclear War“; diese Studiosession sei näher dran am einfacheren Ende des Arkestra-Kanons. Wie viele von Sun Ras späteren Werken aus der Philadelphia-Periode enthalte es frühere Jazz- und Swing-Melodien sowie seine eigenen Kompositionen und verbinde so die Vergangenheit des Jazz mit seiner Gegenwart und Zukunft. Duke Ellington werde in Form von zwei Stücken Tribut gezollt, „Sophisticated Lady“ (das langsam und düster beginne, dann mit voller Kraft swingend wieder auftauche) und einem wirklich fröhlichen „Drop Me Off in Harlem“; die beiden von June Tyson gesungenen Nummern seien natürlich absolut entzückend. „Sometimes I’m Happy“ balanciere Tysons herzlichen Gesang mit den Bläsern aus, die in Richtung freiem Chaos der Form grenzen, aber gerade genug gezügelt bleiben, um den Song auf dem Weg zu halten. Die Coverversion des Charlie-Chaplin-Standards „Smile“ sei nichts weniger als inspirierend, einfach purer, ungezügelter Optimismus. Das gesamte Album sei durch und durch belebend, einfach ein purer Ausdruck von Freude und positiver Energie.
Obwohl Sun Ra für unglaubliche Musik und Darbietungen bekannt war, erinnere Celestial Love daran, dass er ein Mann mit vielen Stimmungen war und einen tiefen Respekt vor der Jazzgeschichte hatte, meinte Irwin Chusid in den Liner Notes. Seine Hinwendung zum [Afro—]Futurismus habe nie eine Ablehnung der Vergangenheit impliziert. Die Musik auf Celestial Love sei größtenteils „inside“ Sun Ra und bewege sich in Richtung Mainstream Jazz, im Gegensatz zum ausgedehnten und experimentierfreudigen „Fireside Chat“ von derselben Session, das auf diesem Album nicht enthalten ist, und in diesem Zusammenhang eine Ausnahme bilde.